# Тайният дневник на една компаньонка
„Тайният дневник на една компаньонка“ – британски сериал, излъчван по ITV2, основан на дневника от книгата на Belle de Jour, в главната роля Били Пайпър в ролята на Бел (Хана Бакстър). Създателят на сериала е Люси Пребъл. „Тайният дневник на една компаньонка“ често е сравняван със „Сексът и градът“, което се дължи главно на хумористичното отношение към сексa.

## Сюжет
Сериалът описва живота на Хана Бакстър, момиче, което тайно работи като проститутка с псевдоним Бел. Сериалът се фокусира на нейния професионален и личен живот и проблемите, пред които е изправена. Хана живее с най-добрия си приятел Бен (Идо Голдбърг). Във втория сезон Хана се сприятелява с Бемби (Ашли Мадекви) и си помагат взаимно. Хана, главната героиня, разказва за своя живот и често се обръща пряко към зрителя.

## В ролите
- Бел/Хана Бакстън – Били Пайпър
- Бен – Идо Голдбърг
- Стефани – Шери Ланги
- Бамби/Глория Уайт – Ашли Мадекви
- Дънкан Етууд – Джеймс Д'Арси
- Алекс – Калум Блу
- Байрън Сибом – Дейвид Доусън